# Petr Voříšek (ornitolog)
Petr Voříšek (* 13. srpna 1967 Litomyšl) je český ornitolog.

## Životopis
Narodil se v Litomyšli. Vystudoval zoologii na Přírodovědecké fakultě Univerzity Karlovy. Jako student se zabýval hnízdní biologií a potravou kání lesních. Od roku 1996 je zaměstnancem České společnosti ornitologické. V letech 2002–2018 byl mezinárodním koordinátorem Celoevropského monitoringu běžných druhů ptáků (PECBMS). Podařilo se mu prosadit indikátor ptáků zemědělské krajiny jako základní strukturální indikátor Evropské unie.

## Dílo
Podílel se na koordinaci a vzniku evropského atlasu hnízdního rozšíření ptáků European Breeding Bird Atlas 2: Distribution, Abundance and Change (2020). Je autorem a spoluautorem mnoha odborných a popularizačních článků.

## Ocenění
V říjnu roku 2019 obdržel za přínos mezinárodní ornitologii z rukou Charlese Mickelwrighta cenu The Marsh Award for International Ornithology. Je spoludržitelem Ceny ČSO udělené v roce 2021 členům autorského týmu druhého evropského atlasu hnízdního rozšíření ptáků (Petr Voříšek, Alena Klvaňová, Jana Škorpilová, Martin Kupka a Marina Kipson). Dne 11. listopadu 2023 mu udělila členská schůze v Kolíně čestné členství ČSO.